# Elytraria filicaulis
Elytraria filicaulis är en akantusväxtart som beskrevs av A. Borhidi och O. Muniz. Elytraria filicaulis ingår i släktet Elytraria och familjen akantusväxter. Inga underarter finns listade i Catalogue of Life.